# Christelijk Nationaal Vakverbond
Het Christelijk Nationaal Vakverbond is een Nederlandse werknemersorganisatie die werkt vanuit christelijk-sociale waarden.

## Sectoren en doelgroepen
Het CNV is actief in de volgende sectoren, met ieder een eigen sectorraad. Sinds 2024 zijn de verschillende bonden gefuseerd tot één organisatie.

- Bouw
- Dienstverlening
- Handel
- Industrie
- Onderwijs
- Overheid en Publieke Diensten
- Vervoer
- Voeding
- Zorg & Welzijn

Hiernaast zijn er voor specifieke doelgroepen zogenoemde doelgroepraden actief:
- Zelfstandigen
- Anders Actieven
- Jongeren
- Senioren

## Geschiedenis van het CNV

### Oprichting
Het CNV werd 13 mei 1909 in Arnhem opgericht als koepelorganisatie voor een aantal christelijke vakbonden. De voorloper van het CNV was het Christelijk Arbeidssecretariaat (CAS), opgericht in 1900 door het Nederlandsch Werkliedenverbond Patrimonium. In tegenstelling tot het drie jaar eerder opgerichte Nederlands Verbond van Vakverenigingen (NVV) keurde het CNV de klassenstrijd af. Het CNV was in de eerste plaats gericht op overleg. De zeker niet radicale voorman van het Nederlands Verbond van Vakverenigingen (NVV) Jan van den Tempel oordeelde: "De christelijke vakbeweging, ontstaan als een organisatie ter bescherming van de werkgevers tegen het voor zijn verheffing strijdend proletariaat, wil slechts voor de belangen der arbeiders opkomen, zonder aan de bevoorrechte positie van de kapitalist, als uitbuiter van menselijke arbeidskracht te tornen." Nog steeds wordt het CNV gekenmerkt door een sterke voorkeur voor overleg en een zekere afkeer van harde acties. Soms worden echter ook wel harde acties zoals stakingen toegepast.
Aanvankelijk was het CNV een interconfessionele organisatie, dat wil zeggen dat zowel protestanten als katholieken lid van het CNV zijn. De textielarbeidersbond "Unitas", die vooral in Twente actief was, was een goed voorbeeld van een interconfessionele bond. Nadat de katholieke bisschoppen in 1912 uitspraken dat katholieke arbeiders geen lid mochten zijn van een interconfessionele organisatie, scheidden de katholieke leden zich af van het CNV. In katholieke kring kwam een eigen, landelijk samenwerkingsverband van katholieke bonden: het Rooms-Katholiek Werkliedenverbond (RKWV); een voorloper van het Nederlands Katholiek Vakverbond (NKV).

### Het CNV groeit
Het CNV groeide aarzelend. Met name het aantreden van Klaas Kruithof in 1912, de Eerste Wereldoorlog en het dreigende communisme droegen bij aan de groei van het CNV. De oorlog leidde tot werkloosheid onder de Nederlandse arbeiders en via de vakbonden werd het systeem van werkloosheidsuitkeringen via de bonden verder uitgebouwd. Bovendien betrok de politiek de arbeidersbeweging bij de noodzakelijke aanpassingen. In 1910 bedroeg het aantal leden ruim 6400, tien jaar later 47.700.

### Opbouw
De jaren twintig waren de jaren van opbouw van de vakbeweging en het CNV. De cao werd steeds vaker ingezet als instrument om arbeidsvoorwaarden te regelen. Naast het CNV bestonden het Nederlands Verbond van Vakverenigingen (NVV) en het Rooms-Katholiek Werkliedenverbond (RKWV). De verhoudingen met het socialistische NVV werden vooral gekenmerkt door polarisatie, die met de rooms-katholieke vakbeweging waren vriendschappelijker. In 1929, aan de vooravond van de grote economische crisis, telde het CNV 58.500 leden.

### Het CNV in de Tweede Wereldoorlog
In de herfst van 1940, kort nadat Nederland door Nazi-Duitsland was bezet, kwam het CNV-bestuur tot de conclusie dat de toch al beperkte zelfstandigheid in gevaar was. De Nederlandse vakbeweging moest naar Duits model worden ingericht. In dat model was geen plaats voor een vakbeweging met een christelijke grondslag. De Duitsers wilden samenwerking tussen de drie Nederlandse vakcentrales verplichten. Het CNV was daar tegen. Op 25 juli 1941 werd door de Duitsers meegedeeld dat een NSB'er aan het hoofd van het CNV zou komen te staan. Bestuurders van het CNV stelden daarop hun functie beschikbaar. De leden werd schriftelijk meegedeeld dat de christelijke vakbeweging was opgeheven. Op 30 april 1942 richtte Arthur Seyss-Inquart de vakcentrale Nederlands Arbeidsfront op, waarmee de nazi's alsnog hun vakbeweging naar Duits model kregen.

### Het CNV na de oorlog
Twee dagen na de bevrijding van het noordelijk deel van Nederland, 7 mei 1945, kwamen de CNV-bestuurders weer bij elkaar. Op 25 juli van dat jaar werd het CNV officieel heropgericht. Het CNV telde inmiddels 93.000 leden. Het CNV richtte zich in die jaren op het tot stand brengen van de publiekrechtelijke bedrijfsorganisatie, waardoor de werknemers meer invloed zouden krijgen op de gang van zaken in het bedrijfsleven. Ook de uitbouw van het stelsel van sociale zekerheid kreeg de nodige aandacht.
Het CNV steunde het overheidsbeleid gericht op economisch herstel en accepteerde – met enige moeite – de geleide loonpolitiek. Door die politiek bleven de lonen in Nederland laag en kon met veel succes op de wereldmarkt worden geopereerd. In korte tijd was de oorlogsschade hersteld en begon de Nederlandse economie een geweldige groeispurt.

### Fusiebesprekingen
In het begin van de jaren zeventig vonden er besprekingen plaats tussen het CNV, het NVV en het NKV om te komen tot meer samenwerking in federatief verband. In 1974 bleek dat er geen overeenstemming viel te bereiken. Als gevolg hiervan fuseerden het NVV en het NKV in 1976 tot de Federatie Nederlandse Vakbeweging (FNV) onder voorzitterschap van Wim Kok, maar het CNV haakte af en bleef zelfstandig doorgaan.

#### Economische crisis
Na 1973 groeide de werkloosheid al, maar vooral aan het begin van de jaren tachtig steeg de werkloosheid tot ongekende hoogte. Het CNV verzette zich tevergeefs tegen aanpassingen in het stelsel van sociale zekerheid en bepleitte een herverdeling van het beschikbare werk via vut en arbeidstijdverkorting. De vakcentrale pleitte vanuit zijn maatschappijvisie voor het leggen van verantwoordelijkheden bij werkgevers en werknemers op het terrein van sociale zekerheid en arbeidsmarktbeleid. Het verkorten van de arbeidstijd, het bevorderen van deeltijdarbeid en het matigen van de loonontwikkelingen vormen in deze periode onder het voorzitterschap van Anton Westerlaken kernbegrippen van het beleid. Het CNV had in 1999 een ledenaantal van 361.000.

### CNV in het nieuwe millennium
Aan het begin van het nieuwe millennium laaide, als gevolg van de vergrijzing, het debat over de sociale zekerheid opnieuw op. Het kabinet zette stappen om vut en prepensioen – instrumenten die de werkloosheid in de jaren tachtig moesten doen verminderen – af te schaffen. Als protest organiseerde de gezamenlijke Nederlandse vakbeweging (CNV, MHP en FNV), met als motto “Nederland verdient beter”, op 2 oktober 2004 de grootste vakbondsmanifestatie ooit in Nederland waarbij meer dan 300.000 mensen zich verzamelden op het Amsterdamse Museumplein. Ondanks het verzet was de trend gezet en werd in Nederland langer doorgewerkt. Het CNV koos in dit verband voor verhoging van de participatiegraad, onder andere door de combinatie werken en zorgen beter mogelijk te maken.
In 2003 voltooiden wetenschappers uit de kring van de Vereniging van Christen-Historici een bundel portretten over voortrekkers van de christelijk-sociale beweging: "Het kromme recht buigen: Mensen en hun motieven in de geschiedenis van de protestants-christelijke sociale beweging" (uitg. Aksant, Amsterdam). De redactie van deze bundel lag bij de historicus prof. dr. George Harinck.
Het aantal leden van de CNV nam na de millenniumwisseling geleidelijk aan af. De vakbond had in 2001 ruim 355.000 leden en dat werden er tot 2008 (± 333.000) elk jaar een beetje minder. Na een stijging tot circa 340.000 tussen 2009 en 2012, zakte het aantal verder af naar ruim 290.000 in 2013 en ± 287.000 in 2014. Sinds 1 januari 2018 heeft de CNV 265.606 leden.

## Bestuurders
Het algemeen bestuur van de CNV vakcentrale bestaat uit drie dagelijks bestuursleden en zes voorzitters van aangesloten bonden.
- Piet Fortuin: voorzitter van CNV Vakmensen; voorzitter in het nieuwe bestuur
- Patrick Fey: voorzitter van CNV Overheid en Publieke Diensten (CNV Connectief); vicevoorzitter in het nieuwe bestuur
- Jan-Pieter Daems: bestuurslid CNV Vakcentrale
- Justine Feitsma: voorzitter van CNV Jongeren; bestuurslid in het nieuwe bestuur
- Johan Slok: secretaris/penningmeester van CNV Vakmensen; bestuurslid in het nieuwe bestuur
- Anneke Westerlaken: voorzitter van CNV Zorg en Welzijn (CNV Connectief); bestuurslid in het nieuwe bestuur